# Хати (скандинавска митология)
 Тази статия е за персонажа от скандинавската митология.  За спътника на Сатурн със същото име вижте Хати (спътник).  
Хати, Хати Хродвитнирсон (на старонорвежки: Hati Hróðvitnisson, „мразещ“, „враг“) е чудовищен вълк в скандинавската митология, преследващ луната (Мани). През деня неговият брат Скол преследва слънцето Сол. Според мита двата звяра ще успеят да настигнат и погълнат небесните светила когато настъпи Рагнарьок (краят на света според скандинавската митология) и баща им Фенрир се освободи от веригите и убие Один.
Основание Фенрир да се смята за техен баща е името на Хати Хродвитнирсон, означаващо „син на Хродвитнир“, а Хродвитнир (Hróðvitnir – славния вълк) е едно от прозвищата на Фенрир.